# Guy Ritchie
Guy Stuart Ritchie (Hatfield, 10 settembre 1968) è un regista, sceneggiatore e produttore cinematografico britannico.
Ha girato commedie action come Lock & Stock - Pazzi scatenati (1998), Snatch - Lo strappo (2000) e The Gentlemen (2019), ma anche blockbuster come Sherlock Holmes (2009), Sherlock Holmes - Gioco di ombre (2011) e Aladdin (2019).

## Biografia

### Gli inizi e i primi successi
Dopo aver abbandonato la scuola all'età di 16 anni, decide di intraprendere la carriera di regista e sceneggiatore, debuttando dopo diversi anni con il cortometraggio The Hard Case (1995).
Nel 1998 si fa conoscere dal grande pubblico con Lock & Stock - Pazzi scatenati, film che tra le altre cose lancia la carriera dell'attore Jason Statham. Al contempo, con l'aiuto del fratellastro Kevin Bayton, fonda la casa di produzione SKA Films insieme al collega Matthew Vaughn. Due anni più tardi torna alla ribalta con Snatch - Lo strappo con lo stesso Statham, Brad Pitt e Benicio del Toro, che ha un grande successo al botteghino e consacra il regista, divenuto nel frattempo popolarissimo per aver sposato la pop star Madonna il 22 dicembre dello stesso anno. Per questo film Ritchie si aggiudica anche una candidatura ai BAFTA Award, gli Oscar inglesi. Questi ultimi due lavori pongono all'attenzione mondiale il giovane regista e diventano dei veri e propri piccoli casi cinematografici.
L'anno successivo gira lo spot Star per la BMW, che ha come protagonisti sua moglie Madonna e Clive Owen. Nello stesso anno gira anche il trasgressivo video What It Feels Like for a Girl, per l'omonimo singolo di sua moglie, di cui tra l'altro è sempre protagonista.
Ma nella sua carriera arrivano anche profonde delusioni. Infatti nel 2002 dirige ancora una volta sua moglie nel film Travolti dal destino, remake di Travolti da un insolito destino nell'azzurro mare d'agosto (1974) di Lina Wertmüller, che si rivela un fiasco al botteghino. La critica, da parte sua, boccia la regia e soprattutto Madonna nelle vesti di attrice, che da quel progetto in poi deciderà di non apparire più come protagonista in un film. Per diversi problemi verificatisi durante le proiezioni di prova l'uscita della pellicola slitta da maggio a settembre, mancando quindi l'occasione di portarlo al Festival di Cannes, come inizialmente previsto. Il regista è entusiasta per la performance della moglie - come dichiara in diverse interviste - e non capisce perché il lavoro venga accolto così freddamente dalla critica e dal pubblico. Come nel video What It Feels Like for a Girl anche qui vengono censurate alcune scene di violenza sessuale su Madonna da parte di Adriano Giannini. Nel 2002 riceve il Razzie Awards come peggior regista dell'anno per Travolti dal destino.
Nel 2002 crea il programma televisivo Swag, in onda su Channel Five. Un anno più tardi abbandona la SKA Films, rimasta nelle mani del collega Matthew Vaughn, che nel mentre cambia nome in Marv Films.
Il cineasta torna nel 2005 con il successivo Revolver, scritto in collaborazione con Luc Besson e con gli attori Jason Statham, Ray Liotta e Mark Strong. La pellicola ha un discreto successo ma delude la critica, soprattutto al Toronto Film Festival di quello stesso anno.
Nel frattempo appare nel film documentario I'm Going to Tell You a Secret (2006) sul concerto del 2004 di sua moglie Madonna.
Da questo periodo in poi lavorerà continuamente pur di recuperare il successo mancato dei due lavori precedenti: durante il 2007 è impegnato nella realizzazione del film TV Suspect, pensato come pilot di una nuova serie tv americana per la ABC.. Inoltre disegna per la Virgin Comics (poi Liquid Comics) un intero fumetto di un supereroe, "Gamekeeper", che diviene disponibile ad ottobre 2007, ma che è possibile vedere già a maggio 2007 in versione digitale, grazie alla tecnologia Planetwide Media's Comic Book Creator. Gamekeeper narra l'epica storia di Brock, un enigmatico custode che si occupa della tranquilla residenza di Jonah Morgan, fino a quando alcuni mercenari invadono il suo rifugio. Votato alla vendetta, Brock si trova a far fronte agli eventi oscuri del suo passato per scoprire le intenzioni sinistre delle forze che cospirano contro di lui.
Nel 2007 il regista firma un accordo con la Warner Bros. per realizzare il film "The Gamekeeper", tratto dal fumetto omonimo, da lui stesso creato.
Sulla falsariga delle scelte artistiche dell'allora consorte, che decide un ritorno alla dance e agli esordi della sua carriera, anche Ritchie nel 2008 torna stilisticamente agli esordi con RocknRolla, un film poliziesco, molto atteso, prodotto dalla Dark Castle Entertainment di Joel Silver, la cui regia ricorda quella di Snatch e Lock & Stock - Pazzi scatenati. Lo stesso Ritchie è anche sceneggiatore del film. Le riprese di RocknRolla iniziano durante l'estate 2007 e il film esce nel Regno Unito a settembre 2008, mentre in Italia è distribuito nelle sale ad aprile 2009. La pellicola viene accolta in modo positivo dalla critica. Gli attori protagonisti sono Gerard Butler e Thandie Newton.
Inoltre Ritchie rimonta la pellicola di Revolver e la presenta il 2 dicembre 2007 negli Stati Uniti, con un grande ricevimento, in cui sono presenti la moglie e tante altre star del cinema. Il film viene poi distribuito in USA dal 7 dicembre 2007.

### Le grandi produzioni e i progetti recenti
Il giorno di Natale del 2009 esce il film da lui diretto Sherlock Holmes, ispirato all'omonimo investigatore creato da Sir Arthur Conan Doyle e al fumetto di Lionel Wigram, che vede come protagonisti Robert Downey Jr., Jude Law, Rachel McAdams e Mark Strong. La pellicola ottiene un grande successo a livello internazionale, con un incasso di oltre 520 milioni di dollari a livello globale. Nel dicembre del 2011 ne esce un seguito, Sherlock Holmes - Gioco di ombre.
Ad agosto 2015 esce negli USA Operazione U.N.C.L.E., film tratto dall'omonima serie degli anni '60. Il cast comprende Henry Cavill, Armie Hammer, Alicia Vikander, Elizabeth Debicki e Hugh Grant. Il film esce in Italia il 2 settembre 2015.
Nel 2017 è la volta di King Arthur - Il potere della spada, la pellicola racconta le gesta di Re Artù, interpretato da Charlie Hunnam, ed è ispirata a La morte di Artù di Thomas Malory. Secondo i progetti della Warner Bros., la pellicola doveva essere la prima parte di una serie di sei film dedicata a Re Artù, ma dopo l'insuccesso commerciale i sequel sono stati cancellati.
Successivamente viene ingaggiato da Disney per Aladdin, live action dell'omonimo film d'animazione del 1992, con Will Smith nel ruolo del Genio della lampada. Il film esce nel 2019 e ottiene un buon successo commerciale, andando a incassare quasi 700 milioni di dollari a fronte di un budget di 183 milioni.
Nel 2019 dirige il film The Gentlemen, un thriller-gangster, che vede nel cast attori di grande fama come Matthew McConaughey, Charlie Hunnam e Hugh Grant. Il film è stato distribuito nelle sale statunitensi il 24 gennaio 2020, mentre in Italia, a causa della pandemia COVID-19, è stato distribuito tramite la piattaforma di streaming Prime Video dal 1º dicembre 2020.
Nel 2020 torna a collaborare con il suo attore feticcio, Jason Statham, in La furia di un uomo - Wrath of Man, remake del film francese Le Convoyeur del 2004. La pellicola si allontana dall'umorismo tipico del regista per avvicinarsi a toni più drammatici. Il film in Italia dovrà scontrarsi con la pandemia di COVID-19 e uscirà direttamente in streaming, su Prime Video, alcuni mesi più tardi rispetto all'uscita originale.
Alla fine del 2021 viene rivelato con un trailer Operation Fortune, dove il regista torna a collaborare con Jason Statham, Josh Hartnett e Hugh Grant. Al momento del suo annuncio il film era già in fase di post produzione ed è stato infine distribuito nel 2023.

## Vita privata
Il 22 dicembre del 2000 Ritchie ha sposato la pop star Madonna; dalla relazione, pochi mesi prima del matrimonio, è nato il figlio Rocco. Nel 2006 la coppia ha adottato un bambino del Malawi, David, per poi divorziare due anni più tardi. Il 30 luglio 2015 Ritchie si sposa nuovamente, questa volta con la modella Jacqui Ainsley da cui aveva già avuto tre figli tra il 2011 e il 2014, Rafael, Rivka e Levi.

## Filmografia

### Regista

#### Cinema
- Lock & Stock - Pazzi scatenati (Lock, Stock and Two Smoking Barrels) (1998)
- Snatch - Lo strappo (Snatch) (2000)
- Travolti dal destino (Swept Away) (2002)
- Revolver (2005)
- RocknRolla (2008)
- Sherlock Holmes (2009)
- Sherlock Holmes - Gioco di ombre (Sherlock Holmes: A Game of Shadows) (2011)
- Operazione U.N.C.L.E. (The Man from U.N.C.L.E.) (2015)
- King Arthur - Il potere della spada (King Arthur: Legend of the Sword) (2017)
- Aladdin (2019)
- The Gentlemen (2019)
- La furia di un uomo - Wrath of Man (Wrath of Man) (2021)
- Operation Fortune (Operation Fortune: Ruse de Guerre) (2023)
- The Covenant (Guy Ritchie's The Covenant) (2023)
- Il ministero della guerra sporca (The Ministry of Ungentlemanly Warfare) (2024)
- Fountain of Youth - L'eterna giovinezza (Fountain of Youth) (2025)

#### Cortometraggi
- The Hard Case (1995)
- Star (2001)

#### Televisione
- Suspect – film TV (2007)
- The Gentlemen – serie TV, episodi 1x01-1x02 (2024)
- MobLand – serie TV, episodi 1x01-1x02 (2025)

#### Video musicali
- Deep – Marusha (1995)
- The Bomb! (These Sounds Fall into My Mind) – The Bucketheads (1995)
- Don't Let the Feeling Go – Nightcrawlers (1995)
- Always Music – WestBam (1996)
- Got Myself Together – The Bucketheads (1996)
- Hundred Mile High City – Ocean Colour Scene (1997)
- What It Feels Like for a Girl – Madonna (2001)

#### Spot pubblicitari
- Star – BMW (2001)
- Take It to the Next Level – Nike (2008)
- The Capsule – Nespresso (2008)
- Surprise – Call of Duty: Black Ops II (2012)

### Sceneggiatore
- The Hard Case – cortometraggio (1995)
- Lock & Stock - Pazzi scatenati (Lock, Stock and Two Smoking Barrels) (1999)
- Snatch - Lo strappo (Snatch) (2000)
- Lock, Stock... – serie TV, episodio 1x01 (2001)
- Star – cortometraggio (2001)
- Travolti dal destino (Swept Away) (2002)
- Revolver (2005)
- RocknRolla (2008)
- Operazione U.N.C.L.E. (The Man from U.N.C.L.E.) (2015)
- King Arthur - Il potere della spada (King Arthur: Legend of the Sword) (2017)
- Aladdin (2019)
- The Gentlemen (2019)
- La furia di un uomo - Wrath of Man (Wrath of Man) (2021)
- Operation Fortune (Operation Fortune: Ruse de Guerre) (2023)
- The Covenant (2023)
- The Gentlemen – serie TV, episodi 1x01-1x02 (2024)
- Il ministero della guerra sporca (The Ministry of Ungentlemanly Warfare) (2024)

### Produttore
- Mean Machine, regia di Barry Skolnick (2001)
- Lock, Stock... – serie TV (2001)
- Suspect – film TV (2007)
- RocknRolla (2008)
- Operazione U.N.C.L.E. (The Man from U.N.C.L.E.) (2015)
- King Arthur - Il potere della spada (King Arthur: Legend of the Sword) (2017)
- The Gentlemen (2019)
- La furia di un uomo - Wrath of Man (Wrath of Man) (2021)
- Operation Fortune (Operation Fortune: Ruse de Guerre) (2023)
- The Covenant (2023)
- The Gentlemen – serie TV (2024)
- Il ministero della guerra sporca (The Ministry of Ungentlemanly Warfare) (2024)
- MobLand – serie TV (2025)
- Fountain of Youth - L'eterna giovinezza (Fountain of Youth) (2025)

### Attore
- Snatch - Lo strappo (Snatch) (2000)
- I'm Going to Tell You a Secret, regia di Jonas Åkerlund (2006)
- RocknRolla (2008)
- King Arthur - Il potere della spada (King Arthur: Legend of the Sword) (2017)
- The Gentlemen (2019)

## Riconoscimenti
- 1 Edgar Allan Poe Award
- 1 Empire Award
- 1 Evening Standard British Film Award
- 1 ALFS Award ai London Critics Circle Film Awards.
- 1 Best Director Award al Tokyo International Film Festival.